# Valbona Ismaili
Valbona Ismaili (* 24. Februar 2003 in Regensburg) ist eine deutsche Volleyballspielerin.

## Karriere
Ismaili begann ihre Karriere 2013 beim FTSV Straubing. Im April 2018 nahm sie mit den deutschen Juniorinnen an der U17-Europameisterschaft in Sofia teil. In der Saison 2018/19 hatte sie ihre ersten Einsätze beim Bundesligisten NawaRo Straubing. Seitdem gehört die Volleyballerin zur Erstliga-Mannschaft.